# 伊藤羽仁衣
伊藤 羽仁衣（いとう はにい、1980年5月21日 - ）は、日本のファッションデザイナー。北海道千歳市出身。

## 来歴
北海道千歳北陽高等学校。北海道ドレスメーカー学院アパレル科卒業。デザイナーで実業家だった父・伊藤元一の影響を受け、その師事のもと幼少よりドレスデザインを手掛けている。
- 1995年、13歳で毎日モードコレクションに初出展。
- 2003年、北海道札幌市に「HANY WEDDING」（ハニーウェディング）を出店。
- 2009年、母校の北海道ドレスメーカー学院にて「ドレスのデザインについて」を講演。森英恵記念事業「手で創る～森英恵と若いアーティストたち～」出展。
- 2010年、株式会社HANY INTERNATIONAL（ハニーインターナショナル）設立。東京都港区北青山に「THE HANY」（ザ・ハニー）を出店。
- 2011年、アパレルブランド「Hany’s Closet」（ハニーズクローゼット）デビュー。新宿伊勢丹に期間限定ショップとして出店。同年5月7日、「TOKYO GIRLS COLLECTION in 北京」（東京ガールズコレクションin北京）に参加[2]。

日本デザイン文化協会会員。

## 出演

### テレビ
- おはよう天気HTB（北海道テレビ放送・2008年）
- どさんこワイド（札幌テレビ放送）
- けいざいナビ北海道「特集・北海道より夢のドレスを」（テレビ北海道）
- 情熱大陸（毎日放送・TBS系・2011年6月19日放送）
- グラン・ジュテ 私が跳んだ日（NHK Eテレ 2013年3月2日放送）

### 雑誌
- 女性自身掲載「シリーズ人間特集ページ」

## 書籍
- オフィシャルブライダルBOOK「HAPPY HANY WEDDING」（宝島社 ）

## HANY WEDDINGを着て結婚式をしたタレント
- 木下優樹菜
- 山田花子
- 里田まい